# Обровская, Яна
Яна Обровская (чеш. Jana Obrovská; 13 сентября 1930, Прага — 9 апреля 1987, Прага) — чешский композитор.

## Биография
Яна Обровская родилась в Праге, дочь художника и скульптора Якуба Обровского. Начала заниматься композицией под руководством Ярослава Ржидки, затем училась в Пражской консерватории у Эмиля Глобила (1949—1955). В 1972 году она выиграла приз на международном гитарном конкурсе в Париже за свою работу «Passacaglia». Обровская сочиняла музыку для оркестра и камерных ансамблей.
Она вышла замуж за гитариста Милана Зеленку, и у пары родился сын, гитарист Вилем Зеленка (р. 1987).
Умерла от рака в 1987 году.